# Jizamurai
Jizamurai (jap. 地侍) – warstwa właścicieli ziemskich niewielkich obszarów wiejskich w feudalnej Japonii.

## Powstanie i funkcjonowanie
Jedną z głównych przyczyn wzrostu liczby mniejszych posiadaczy gruntów był spadek zwyczaju primogenitury. Pod koniec okresu Kamakura (1185–1333) poszczególni władcy zaczęli dzielić swoje ziemie pomiędzy wszystkich synów zamiast przekazywać władzę nad nią najstarszemu potomkowi. W ten sposób posiadłości każdego ze spadkobierców były stosunkowo niewielkie (średnia wartość ich ziemi wynosiła 50 koku), a ich znaczenie systematycznie spadało. Zdarzało się, że zubożali potomkowie właściciela ziemskiego byli jedynie przywódcami ludności odziedziczonej wioski. 
W celu utrzymania swoich włości, jizamurai zawierali często umowy z chłopami, którzy obrabiali pola w zamian za wynagrodzenie i możliwość zamieszkania w pobliżu rezydencji. Wykorzystywano wówczas te stosunkowo małe działki pod intensywne i zróżnicowane formy rolnictwa. Było to jedyne możliwe rozwiązanie, aby zapewnić sobie względną samowystarczalność, gdyż jizamurai byli formalnie prowincjonalnymi samurajami, którzy w czasie pokoju zajmowali się rolnictwem. Niektórym jizamurai udawało się osiągać pewne sukcesy i wzmacniać swoją pozycję, czego wyrazem było wznoszenie niewielkich fortyfikacji wokół ich siedzib. Składały się one zwykle z umocnionego budynku głównego i murów obronnych, a czasem także z fosy.

## Działalność militarna
Przez znaczny czas jizamurai stanowili istotną część walczących pomiędzy sobą armii różnych daimyō, gdyż mimo słabej pozycji gospodarczej i politycznej, wciąż zaliczali się do warstwy wojowników. Z czasem wiele mniejszych lenn należących do jizamurai zostało zdominowanych przez urzędników zwanych shugo, którzy byli administratorami (gubernatorami) wyznaczonymi przez sioguna do nadzorowania prowincji. 
Nieufni wobec nich właściciele ziemscy zaczęli organizować się w stowarzyszenia mające bronić ich przed nadużyciami aparatu urzędniczego. W ten sposób zaczęły powstawać bunty zwane ikki. Przystępowali do nich także kupcy i rzemieślnicy, również szukający obrony przed uciskiem urzędników. Niektóre z największych i najbardziej znanych miały miejsce w prowincji Wakasa (ob. część prefektury Fukui w regionie Hokuriku) w latach 50. XIV wieku. 
Jizamurai popierali także często bunty przeciwko siogunowi w XVI wieku. Do największych tego typu wystąpień należał ruch Ikkō-ikki, popierany przez masy biednej ludności i część buddyjskich bōsan (mnichów) oraz przez niektóre klany samurajów, m.in. ród Mōri. Buntowników poparł także obalony siogun Yoshiaki Ashikaga. Jizamurai popierali to wystąpienie m.in. z powodu zarządzonego przez daimyō Nobunagę Odę polowania na miecze, którego jizamurai bywali ofiarami. Działalność ikkō-ikki zamarła na przełomie XVI i XVII w., choć sami jizamurai przetrwali znacznie dłużej, bo aż do restauracji Meiji w XIX w.